# Nitidezza (ottica)

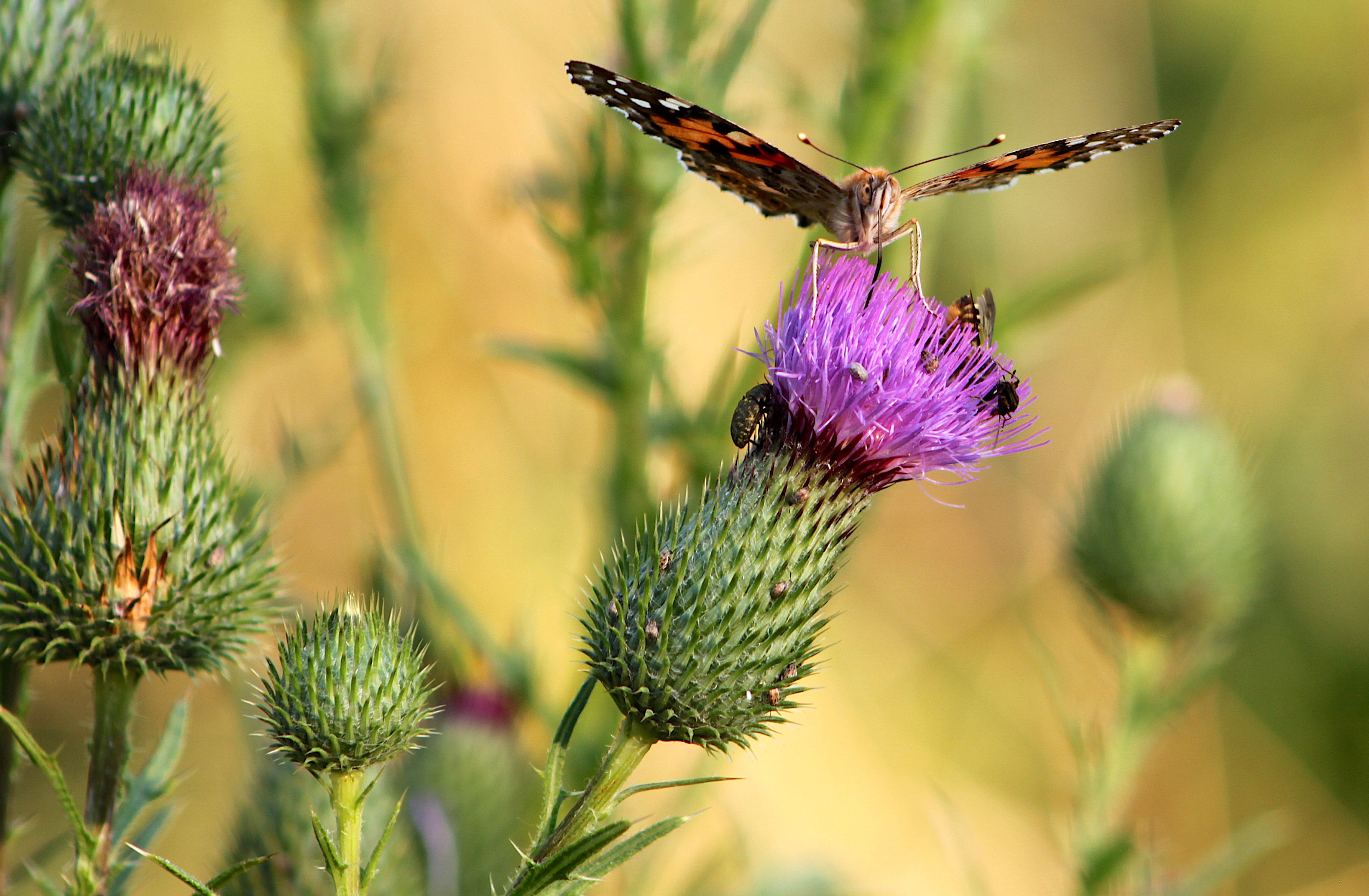
Immagine con soggetto nitido

Il termine nitidezza o anche nitido (sec. XVI dal lat. nitĭdus, der. di nitere «risplendere»), che ha il significato di pulizia o di netto, pulito, limpido e/o terso, come è usato in ambito ottico, indica in senso generale l'assenza di aberrazioni (ad esempio, le cromatiche), che in qualche modo "sporcano" le immagini ottiche. Tuttavia, è un termine poco tecnico, usato di più in un gergo elementare, che in uno scientifico e rigoroso.
In fotografia è usato, anche in termini di chiarezza e precisione, riguardo al microcontrasto dei bordi e dei contorni delle parti dell'immagine, che è riconducibile all'idea o alla sensazione di nitidezza: una messa a fuoco nitida, intesa come chiara, precisa e/o netta del soggetto, oppure dei suoi bordi/contorni, ecc, in contrapposizione ad una sfocatura.
In ambito digitale, la funzione nitidezza è un ausilio software per modificare l'apparenza di una foto o di una immagine grafica, regolando la quantità del microcontrasto, nei bordi e contorni, dei vari punti-immagine; dando una sensazione di soggetto nitido rispetto allo sfondo, con bordi nitidi e taglienti, o altri utilizzi simili, che in qualche modo si oppongono alle locuzioni tipo, immagine sfocata o morbida, ma anche velata o poco contrastata, o con residui di colori spuri e varie aberrazioni, ecc. 
Così, il termine viene più spesso legato alla sensazione di buona/corretta messa a fuoco (nella ripresa ottica), ma anche alle diverse sensazioni soggettive (di appassionati e/o di entusiastici) o mal riposte, che non sempre sono intuibili o collocabili in modo esatto. Di certo, non dovrebbe essere confuso, scambiato o mescolato con termini quali «risoluzione ottica», «acutezza visiva» o altri termini legati alla frequenza spaziale di immagini o di sistemi ottici; poiché la nitidezza non ha alcuna relazione con la quantità o la densità dei dettagli: l'immagine di una lente perfetta, ideale e senza aberrazioni, tenderà a rivelare meglio, o più facilmente, tutta la sua risoluzione ottica, ma usare frasi del tipo "l'obiettivo fotografico XYZ ha una nitidezza eccellente" per indicare che possiede una risoluzione elevatissima (ad esempio), è il modo più sbagliato di uilizzare il termine; in quanto, è più facile che un'ottica ad alta risoluzione tenda a formare immagini a più basso contrasto, immagini che un utente inesperto potrebbe, il più delle volte, giudicare come «velate e morbide», e quindi, poco nitide o con una scarsa nitidezza (ad esempio).